# HD215611
HD215611 — хімічно пекулярна зоря спектрального класу
A8 й має видиму зоряну величину в смузі V приблизно  8,7.